# Стевич, Мирослав
Мирослав Стевич (серб. Мирослав Стевић; 7 января 1970, Любовия) — югославский и сербский футболист, полузащитник.

## Клубная карьера
Стевич дебютировал во взрослом футболе в «Партизане» в сезоне 1988/89 годов. Далее он играл в первой лиге за «Рад», а затем переехал за границу — выступать за швейцарский «Грассхоппер». Поиграв в Швейцарии всего 6 месяцев, Стевич переходит в «Динамо» из Дрездена. Он играл в этом клубе два года, а летом 1994 пополнил «Мюнхен 1860». За 4 года игры за «львов» Мирослав сыграл более ста матчей в Бундеслиге, а затем перешёл в дортмундскую Боруссию. В её составе полузащитник выиграл чемпионат Германии 2001/02.
В 2002 году Стевич покинул Германию и перешёл в турецкий «Фенербахче». Но через год он возвращается в Германию, где в 2005 году завершает карьеру.

## Карьера в сборной
Стевич дебютировал за сборную Югославии 28 января 1998 в матче против Туниса. Он сыграл 6 матчей за сборную, один из которых провёл на ЧМ-1998 против команды Германии.

## После завершения карьеры
В феврале 2009 Стевич был назначен спортивным директором клуба «Мюнхен 1860». Он покинул свой пост в июне 2011.

## Достижения
«Партизан»
- Кубок Югославии: 1988/89

«Боруссия»
- Бундеслига: 2001/02